# Stephen Mirrione
Stephen Mirrione (ur. 17 lutego 1969 w Santa Clara County) – amerykański montażysta filmowy. Stały współpracownik reżyserów Stevena Soderbergha, George'a Clooneya i Alejandro Gonzáleza Iñárritu. 
Laureat Oscara za najlepszy montaż do filmu Traffic (2000). Nominowany do tej nagrody również za Babel (2006) i Zjawę (2015). Babel przyniósł mu także Nagrodę Vulcan dla artysty technicznego na 59. MFF w Cannes.